# План «Гертруда»
План «Гертруда» (нім. Unternehmen Gertrud) — план вторгнення вермахту у Туреччину у випадку її вступу у війну проти Третього Рейху (скасований).